# Ubuntu Titling
Ubuntu Titling lub Ubuntu-Title – zaokrąglona czcionka geometryczna bezszeryfowa. Została stworzona przez Andy'ego Fitzsimona do użytku z systemem operacyjnym Ubuntu i jego pochodnymi. Jest rozpowszechniany na podstawie licencji LGPL. Przed wydaniem 10.04 krój pisma był używany w brandingu systemu operacyjnego Ubuntu i powiązanym z nim projektów. Projekt Fitzsimona został stworzony bez wielkich liter. Późniejsze wydanie Christiana Robertsona (który później stworzył czcionkę Roboto) zawierało majuskuły i zostało wydane przez Robertsona jako „kandydat do wydania”. Czcionka nazywała się Ubuntu Titling.
Ubuntu Titling został ostatecznie zastąpiony do użytku brandingowego wariantem jednej z czcionek Ubuntu.